# جريجوري آلان إيساكوف
جريجوري آلان إيساكوف (من مواليد 19 أكتوبر 1979) هو مغني وكاتب أغاني أمريكي من جنوب إفريقيا يقيم حاليًا في بولدر ، كولورادو .  هاجر هو وعائلته إلى الولايات المتحدة في عام 1986 ونشأ في فيلادلفيا ، بنسلفانيا. 
تجمع موسيقى إيساكوف بين الإندي والشعبية ، وتضم آلات مثل الجيتار والبانجو.. أصدر إيزاكوف سبعة ألبومات ، كان آخرها آلات المساء في أكتوبر 2018. 

## عنه
ولد إيساكوف في جوهانسبرج في 19 أكتوبر 1979. هاجر مع عائلته إلى الولايات المتحدة في عام 1986 خلال حقبة الفصل العنصري لأن والده نيسن بدأ نشاطًا تجاريًا للهندسة الإلكترونية في فيلادلفيا.   في فيلادلفيا ، بدأ جولة موسيقية مع فرقة في سن السادسة عشرة.  انتقل لاحقًا إلى كولورادو لدراسة البستنة في جامعة ناروبا .  كان إيساكوف قد عزف على الآلات الموسيقية طوال حياته ، لكنه بدأ حياته كموسيقي محترف يؤدي في حفلات عرضية بينما كان يعمل أيضًا بستانيًا. أصبحت مسيرته الموسيقية أكثر جدية عندما بدأ بجولة مع كيلي جو فيلبس .
لقد تأثر بموسيقى ليونارد كوهين وكيلي جو فيلبس وبروس سبرينغستين .  لعب إيساكوف في العديد من المهرجانات الموسيقية في جميع أنحاء الولايات المتحدة وكندا وأوروبا. 

## ديسكغرفي
- الصدأ الحجارة الملونة (2003)
- أغاني أكتوبر (2005)
- ذلك البحر ، المقامر (2007)
- هذا النصف الشمالي الفارغ من الكرة الأرضية (2009)
- ويذرمان (2013)
- جريجوري آلان إيساكوف مع كولورادو السمفونية (2016)
- آلات المساء (2018)

## روابط خارجية
- الموقع الرسمي
- جلسة راديو فولك في المملكة المتحدة